# 藏内勇夫

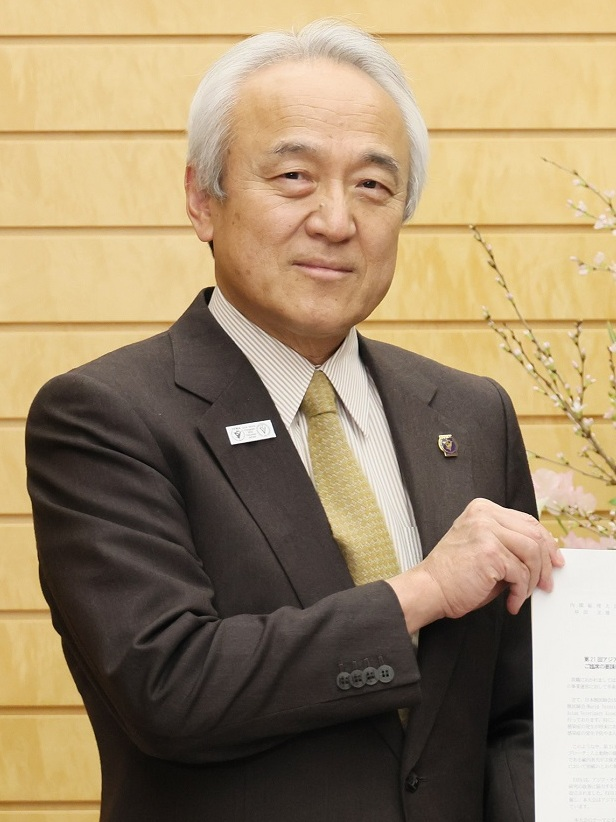
2022年2月16日、内閣総理大臣官邸にて

藏内 勇夫（くらうち いさお、1953年（昭和28年）12月7日  - ）は、日本の獣医師、政治家。日本獣医師会会長（第12代）、アジア獣医師会連合（FAVA）会長（2022〜）、福岡県獣医師会名誉会長、福岡県議会議員。自由民主党福岡県連常任相談役。

## 来歴
1953年福岡県筑後市出身。1972年3月に福岡県立八女高等学校卒業。1979年3月に日本大学農獣医学部獣医学科卒業。
大学卒業後、臨床獣医師として勤務していたが、福岡選出の国会議員、蔵内修治の姪と結婚。蔵内家に婿入りし、1980年7月から修治の秘書として政治活動をスタートする。1983年、筑後市の福岡県議会議員選挙に無所属で立候補し次点で落選するも、1987年の県議選で、現職の牛島巌を破り初当選。今日に至るまで10期連続で当選を果たす（03年、23年を除き無投票当選）。
初当選後から「筑豊の田中角栄」と呼ばれた福岡県議の三木清や田中六助の薫陶を受け、2期目の途中で会派入りした自民党県議団で頭角を現す。2003年に発生した同県議団の分裂劇で会長として事態を収拾させ、福岡県政界のキーマンとして地位を確立。通常は2年で交代する自民党県議団会長を、2001年から12年間に渡って務めた。
2011年、麻生渡知事の引退に伴う福岡県知事選挙への出馬を画策し、自民党福岡県連の内定を取り付けるも、麻生太郎や福岡財界は元経産官僚の小川洋を擁立、出馬を断念した。
2013年6月、日本獣医師会会長、2015年6月、自民党福岡県連会長に就任。
2016年10月、同年6月の鳩山邦夫の死去に伴う福岡6区の補欠選挙に、長男の蔵内謙を擁立。福岡政界の重鎮である古賀誠・麻生太郎の支援を受けるも、邦夫の息子である鳩山二郎を武田良太・菅義偉が支援し、分裂選挙を回避するため自民党本部は両候補の公認見送りを決定。蔵内謙は8万票以上の差で、鳩山二郎に大敗する。
2019年4月、自民党福岡県連は福岡県知事選挙で、現職の小川洋ではなく、麻生太郎が擁立した新人の武内和久を擁立。保守分裂選挙となり、武内は大差で落選。蔵内は責任を取り、党県連会長職を引責辞任した。
2022年11月、アジア獣医師会連合（FAVA）会長に就任。
2023年4月、筑後市の元副市長・北島一雄が福岡県議選に出馬し、同地区で20年ぶりの県議選が実施される。古賀誠や公明党が支援する北島に対し、蔵内は辻立ちや小規模な集会を徹底して行い、1,652票差で10期目の当選を果たした。
2024年4月、南アフリカのケープタウンで開催された第39回世界獣医師会大会の総会で、日本人初となる次期会長への就任が正式に決定。次期会長、会長、前会長としてそれぞれ2年間、計6年間の任期を務める。

## 人物
- 動物のケア運動に長年取り組む理由は、獣医学部卒業後、吉田茂の娘で麻生太郎の母親・麻生和子から「福岡、そして九州で動物愛護運動を起こしなさい」と助言を受けたことがきっかけだったという。和子は吉田と英国に滞在した際、「日本人の動物への接し方はなっていない」と吉田が語ったことが忘れられないと話し、蔵内はこの助言を人生の指針としているという[10]
- タマホーム創業者の玉木康裕は八女高校の先輩で、現在も公私に渡る親交がある。蔵内が理事を務める九州動物福祉協会の事務所は、福岡市天神のタマホーム本社内に入居している[1][11]
- 福岡県政のドンと称され、中央政界にも強い影響力を持つ。2023年の福岡県議選では、自民党本部の選対委員長だった森山裕が蔵内の選挙事務所を訪れ、「私が全国で1人しか応援に行けないとしたら蔵内氏を応援する」「日本に必要な県議会議員」と激励した[12]
- 林芳正と関係が深く、蔵内の息子は林の秘書を務めていた。2024年の自民党総裁選でも、蔵内は林を全面的に応援した[13]

## 略歴
- 1979年（昭和54年）3月 - 日本大学農獣医学部獣医学科卒業
- 1979年（昭和54年）4月 - 臨床獣医師
- 1980年（昭和55年）7月 - 国会議員（蔵内修治）秘書
- 1987年（昭和62年）4月 - 福岡県議会議員初当選（筑後市）
- 1993年（平成5年）- 福岡県獣医師会会長
- 1996年（平成8年）- 日本獣医師会理事
- 2001年（平成13年）5月 - 福岡県議会議長（第54代）
- 2003年（平成15年）- 自民党福岡県議団会長
- 2005年（平成17年）6月 - 日本獣医師会副会長
- 2010年（平成22年）3月 - 九州大学大学院博士課程修了（農学博士学位取得）
- 2013年（平成25年）6月 - 日本獣医師会会長
- 2015年（平成27年）6月 - 自民党福岡県連会長
- 2022年（令和4年）11月 - アジア獣医師会連合会長
- 2024年（令和6年）4月 - 世界獣医師会・次期会長に決定

## 主張

### 獣医学部設置反対
2015年6月22日の獣医学会第2回理事会において、今治市の特区申請を視野に日本獣医学会の藏内は麻生太郎と下村博文に、日本獣医師政治連盟委員長の北村直人は地方創生担当大臣の石破茂と折衝し、「一つ大きな壁を作っていただいている状況である」とし、北村の努力の結果として石破等から「いくつかの規制がかけられた」として、「石破4条件」への寄与について報告している。同年9月9日の獣医学会第4回理事会において、藏内と石破、北村が会談し、北村は石破から「今回の成長戦略における大学、学部の新設の条件については、大変苦慮したが、練りに練って誰がどのような形でも現実的に参入は困難という文言にした」と聞いたと述べている。産経新聞は、「石破4条件」により獣医学部新設が極めて困難となったとしている。石破は産経新聞の取材に、獣医師会からの4条件盛り込み要請はなかったと回答している。
2016年11月22日の獣医師会のメールマガジンでは、藏内が「必ずや将来に禍根を残すであろう無責任な決定に対し、総力を挙げて反対して行きましょう」と発信し、11月28日には、内閣府主導で行っている国家戦略特別区域諮問会議における「岩盤規制改革」については「獣医学部の新設が次々と認可されるような事態は、何としてでも阻止しなければなりません」と主張、地方の同会会長へ、獣医学部新設に関わる反論の提出を求める旨を通達している。2017年1月30日発行のメールマガジンにおいて「粘り強い要請活動が実り、関係大臣のご理解を得て、何とか『1校限り』と修正された」と所属会員に報告している。
週刊新潮は2017年7月19日に、地方創生担当相の山本幸三が2016年11月17日に藏内と面会した際、「四国は、感染症にかかる水際対策ができていなかったので、新設することになった」と発言したことが獣医師会側の議事録に記載されていると報じた。山本は発言内容を否定している。官房長官の菅義偉は、山本と日本獣医師会との面会時に、藏内が「獣医学部の新設には四国と京都の名前があがった」と発言していると述べ、「加計ありき」ではなかったとしている。

## 役職
- アジア獣医師会連合顧問
- 日本獣医師会会長
- 自由民主党福岡県連常任相談役
- 自由民主党筑後支部支部長
- 福岡県獣医師会名誉会長
- 福岡県馬術連盟会長
- 福岡県畜産協会会長
- 九州動物福祉協会理事
- 中央畜産会常務理事
- 筑後市体育協会会長
- 筑後市防犯協会顧問
- 筑後市交通安全協会顧問
- 筑後市消友会顧問
- 筑後市船の会顧問
- 日本空手協会福岡県本部顧問